# Sulfate de béryllium
 (février 2022).
La mise en forme du texte ne suit pas les recommandations de Wikipédia : il faut le « wikifier ».
Les points d'amélioration suivants sont les cas les plus fréquents. Le détail des points à revoir est peut-être précisé sur la page de discussion.
- Les titres sont pré-formatés par le logiciel. Ils ne sont ni en capitales, ni en gras.
- Le texte ne doit pas être écrit en capitales (les noms de famille non plus), ni en gras, ni en italique, ni en « petit »…
- Le gras n'est utilisé que pour surligner le titre de l'article dans l'introduction, une seule fois.
- L'italique est rarement utilisé : mots en langue étrangère, titres d'œuvres, noms de bateaux, etc.
- Les citations ne sont pas en italique mais en corps de texte normal. Elles sont entourées par des guillemets français : « et ».
- Les listes à puces sont à éviter, des paragraphes rédigés étant largement préférés. Les tableaux sont à réserver à la présentation de données structurées (résultats, etc.).
- Les appels de note de bas de page (petits chiffres en exposant, introduits par l'outil «  Source ») sont à placer entre la fin de phrase et le point final[comme ça].
- Les liens internes (vers d'autres articles de Wikipédia) sont à choisir avec parcimonie. Créez des liens vers des articles approfondissant le sujet. Les termes génériques sans rapport avec le sujet sont à éviter, ainsi que les répétitions de liens vers un même terme.
- Les liens externes sont à placer uniquement dans une section « Liens externes », à la fin de l'article. Ces liens sont à choisir avec parcimonie suivant les règles définies. Si un lien sert de source à l'article, son insertion dans le texte est à faire par les notes de bas de page.
- La présentation des références doit suivre les conventions bibliographiques. Il est recommandé d'utiliser les modèles {{Ouvrage}}, {{Chapitre}}, {{Article}}, {{Lien web}} et/ou {{Bibliographie}}. Le mode d'édition visuel peut mettre en forme automatiquement les références.
- Insérer une infobox (cadre d'informations à droite) n'est pas obligatoire pour parachever la mise en page.

Pour une aide détaillée, merci de consulter Aide:Wikification.
Si vous pensez que ces points ont été résolus, vous pouvez retirer ce bandeau et améliorer la mise en forme d'un autre article.
Le sulfate de béryllium le plus souvent rencontré sous forme de tétrahydrate, [Be(H2O)4 ]SO4 est un solide cristallin blanc. Il a été isolé pour la première fois en 1815 par Jons Jakob Berzelius. Le sulfate de béryllium peut être préparé en traitant une solution aqueuse de nombreux sels de béryllium avec de l'acide sulfurique, suivi de l'évaporation de la solution et de la cristallisation. Le produit hydraté peut être converti en sel anhydre par chauffage à 400 °C.

## Structure
Concernant la cristallographie aux rayons X, le tétrahydrate contient une unité Be(OH2)42+ tétraédrique et des anion sulfate. La petite taille du cation Be 2+ détermine le nombre de molécules d'eau qui peuvent être coordonnées. En revanche, le sel de magnésium analogue, MgSO4.6H2O contient une unité octaédrique Mg(OH2)62+. L'existence de l'ion tétraédrique [Be(OH2)4 ] 2+ dans les solutions aqueuses de nitrate de béryllium et de chlorure de béryllium a été confirmée par spectroscopie vibrationnelle, comme l'indique le mode BeO4 totalement symétrique à 531 cm- 1 . Cette bande est absente dans le sulfate de béryllium et les modes sulfate sont perturbés. Les données confirment l'existence de Be(OH2)3OSO3.
Le composé anhydre a une structure similaire à celle de la berlinite. La structure contient une alternance de Be et S de coordination tétraédrique et chaque oxygène est à 2 coordonnées (Be-OS). La distance Be-O est de 156 pm et la distance S-O est de 150 pm.
Un mélange de béryllium et de sulfate de radium a été utilisé comme source de neutrons dans la découverte de la fission nucléaire.